# La Falda
La Falda ist eine argentinische Kleinstadt in der Provinz Córdoba im Departamento Valle de Punilla. Sie liegt an einem kleinen Stausee des Río Grande de Punilla am Fuße der Berge „El Cuadrado“ und „La Banderita“. Die 16.732 Einwohner (31.380 mit den Vororten Villa Giardino, Valle Hermoso und Huerta Grande, laut INDEC 2022) leben zu einem großen Teil vom Sommertourismus.

## Daten und Fakten
- Gründungsdatum: 28. Dezember 1897
- Stadtpatron: Inmaculada Concepción de María (Mariä Empfängnis, Feier am 8. Dezember)

## Tourismus
La Falda gilt nach Villa Carlos Paz und Cosquín als drittbedeutendster Ferienort der Sierras de Córdoba. Die Stadt ist ein guter Ausgangspunkt für naturorientierte Ausflüge wie Trekking, Paragliding oder Pferdeausritte in die umliegende Bergnatur. Das Klima ist gemäßigt und trocken sowie wegen der Höhenlage relativ kühl. Das wissen in den Ferienmonaten (Dezember, Januar, Februar) viele Menschen aus der dann schwülwarmen Metropole Buenos Aires, die den Hauptteil der Besucher des Ortes ausmachen, zu schätzen.
Es gibt viele Sport-, Tagungs- und Erholungsmöglichkeiten sowie sommerliche Festivitäten (von Künstler-Flohmärkten über Rock- und Tangokonzerte bis hin zu Diskotheken). Angeblich soll demnächst im ehemaligen Edén Hotel ein Spielkasino entstehen.
Im Mai ist La Falda jährlich einer der Mittelpunkte bei der Rallye-Weltmeisterschaft. Die Argentinien-Rallye – die mit 2.115 Metern über dem Meeresspiegel außer der Safari der weltweit am höchsten gelegene Weltmeisterschafts-Lauf ist – hat über 750.000 Zuschauer und ist eines der größten Sport-Events im Land. Dabei müssen 61 Flüsse durchquert werden. Zur Rallye gehört die Strecke La Falda – Río Ceballos. La Falda ist zugleich die längste Prüfung der Rallye.

## Geschichte
Das Städtchen galt früher als Luftkurort für Wohlhabende. Villen und Herrschaftshäuser im Viertel „Villa Edén“ aus den 1930er- und 1940er-Jahren deuten immer noch auf die vergangene Pracht, auch wenn manches leer steht oder Besitzer hat, die nicht mehr aufwändig für den Erhalt investieren können. Viele frühere Luxushotels wurden in der Regierungszeit von Juan Domingo Perón verstaatlicht und zu Erholungsstätten für Gewerkschafter umgewidmet.
Ein Mittelpunkt der Geschichte La Faldas ist das Edén Hotel. Seine Existenz bewirkte um die Wende vom 19. zum 20. Jahrhundert, dass die kleine Stadt sich zum Sommerferienort für die argentinische High Society entwickelte. Man logierte damals mit der ganzen Familie inklusive Chauffeuren und Kindermädchen wochenlang in dem damals weltbekannten Luxushotel, das 1895–1898 von dem deutschen Einwanderer und Ex-Offizier Robert Balcke inmitten von Farmland in Kooperation mit Investoren erbaut wurde. Auch Albert Einstein und der damalige Prince of Wales waren dort zu Gast.
Die Besitzer, das Ehepaar Eichhorn begann 1924 die NS-Partei in Deutschland zu unterstützen, bekam von Hitler einen Mercedes geschenkt und besuchten regelmäßig auch in Deutschland Parteitage der NSDAP, beherbergten Nazigrößen bei sich und luden zu gemeinsamen Hören von Hitlerreden sowie Schauen von Propagandafilmen ein. 1947 verkauften sie das Hotel, die aktuellen Besitzer sind nicht auszumachen.

## Sehenswürdigkeiten
Neben dem Edén Hotel gibt es mehrere Ausflugsziele in Stadt und Umgebung:
- Der Dique La Falda ist ein kleiner Stausee am Río Grande de Punilla (erbaut 1979) mit einem Volumen von 800.000 Kubikmetern. Er wird als Freizeitwasserfläche und Badestelle genutzt.
- Das Reloj Cucú ist eine aus Beton gearbeitete Kuckucksuhr, die für viele Urlauber eine Attraktion darstellt (Ecke San Martín/Patria). Sie wurde 1963 errichtet.
- Das Museo del Ferrocarril en miniatura ist ein Modelleisenbahnmuseum, das in Argentinien als einzigartig gilt. Es enthält Stücke einer 1983 öffentlich gemachten Privatsammlung mit Spielzeugbahnen aus aller Welt (Villa Esther, La Murallas 200).
- Das Balneario Las Siete Cascadas ist eine romantische Badestelle an sieben Wasserfällen nahe dem Berg El Cuadrado inmitten besonders attraktiver und unberührter Natur. In der Umgebung finden sich diverse Ferienhäuser, Apartments und kleine Pensionen.
- Eisenbahnfahrt mit dem Tren de las Sierras durch das Punilla-Tal.